# Thyreocoris
Thyreocoris är ett släkte av insekter. Thyreocoris ingår i familjen glansskinnbaggar.
Släktet innehåller bara arten violbärfis (Thyreocoris scarabaeoides). Thyreocoris är enda släktet i familjen glansskinnbaggar.